# Károly Szentiványi

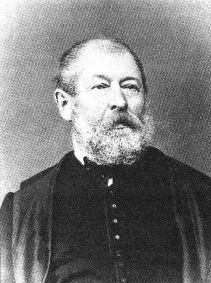
Károly Szentiványi

Károly Szentiványi de Liptószentiván (Besztercebánya, januari 1802 – Boedapest, 26 januari 1877) was een Hongaars ambtenaar en politicus, die van 1865 tot 1869 de functie van voorzitter van het Huis van Afgevaardigden uitoefende. Hij was lid van de Aansprekingspartij en nadien van de Deák-partij.